# Queso taleggio
El Taleggio es un queso italiano con denominación de origen protegida a nivel europeo y Denominazione di Origine Controllata de Italia. Proviene de la zona de Val Taleggio en la provincia de Bérgamo.

## Historia
El queso en el Imperio romano está descrito como el arte de los Orobbi, los antiguos habitantes de Bérgamo y el nombre Taleggio ha sido usado antes del siglo X por lo que se considera uno de los quesos blandos más antiguos.  La  producción tiene lugar cada otoño e invierno cuando las vacas están cansadas (en idioma italiano: stracche).  
Giacomo Casanova decide en 1763 en Sant'Angelo Lodigiano escribir artículos sobre los quesos en L'Encyclopédie aunque este trabajo nunca se completó.

## Producción
Primero, la leche acidificada se vuelca en recipientes.  El queso es puesto en moldes de madera en cámaras, a veces en sótanos por tradición, y madura seis a diez semanas. Se enjuaga una vez por semana con una esponja de mar, para prevenir infestación de hongos, y contra la formación de costras rosadas o anaranjadas.

## Características
Es un queso blando coloreado de rojo, con un contenido de grasas del 48 %. En cuanto a su valor nutricional por 100 gramos, es el siguiente: Energía: 294 kcal, 1,230 kJ, Proteína: 18 g, Grasa: 25 g, Calcio: 460 mg, Fósforo: 360 mg, Magnesio: 22 mg, Vitamina A: 450 mg, Vitamina B2: 280 mg, Vitamina B6: 131 mg, Vitamina E: 4.450 mg
Tiene unas dimensiones de 18–20 cm cuadrado, alto: 5–8 cm, y un peso entre 1,8–2,2 kg. La corteza es delgada. El queso Taleggio se hace con leche pasteurizada y cruda, en fábricas.  Este queso hecho en fábricas es más brillante y de moderado sabor. Se le suelen añadir especias, pasas, nueces o esencias.

## Uso
El queso se usa en algunas ensaladas como con achicoria morada y rúcula y con especias de bruschetta con calabacín y salvia. Aromatiza el risotto o la polenta.

## Denominación de origen
El Taleggio cuenta con reconocimiento como denominación de origen italiana desde 1988. Desde 1996, en la Unión Europea posee el reconocimiento como Denominación de origen protegida (POD). A nivel internacional, cuenta con registro como denominación de origen, conforme al Sistema de Lisboa, ante la Organización Mundial de la Propiedad Intelectual, desde el 20 de enero de 2014.